# بلغارستان بزرگ کهن
بلغارستان بزرگ قدیم یا بلغارستان بزرگ (زبان یونانی میانه: Παλαιά Μεγάλη Βουλγαρία, Palaiá Megálē Voulgaría), همچنین اغلب با نام‌های لاتین Magna Bulgaria شناخته می‌شود  و Patria Onoguria ("سرزمین اونوغورها")، یک امپراتوری عشایری قرن هفتم بود که توسط اونوغور-بلغارها در غرب استپ پونتیک-کاسپین (جنوب امروزی اوکراین) و جنوب‌غربی روسیه شکل گرفت). بلغارستان بزرگ در اصل بین مرکز دنیستر و پایین ولگا بود.
پایتخت اصلی آن فاناگوریا، در شبه‌جزیره تامان بین دریاهای سیاه و آزوف بود. در اواسط قرن هفتم، بلغارستان بزرگ به سمت غرب گسترش یافت و قلمرو آوار را دربر گرفت و در پولتاوا متمرکز شد. با این حال، در اواخر قرن هفتم، اتحاد آوار-اسلاوی در غرب، و خزرها در شرق، بلغارها را شکست دادند و بلغارستان بزرگ از هم پاشید. کشورهای جانشین امپراتوری نخست بلغارستان و بلغارستان ولگا هستند.